# ویلیام هنری (شناگر)

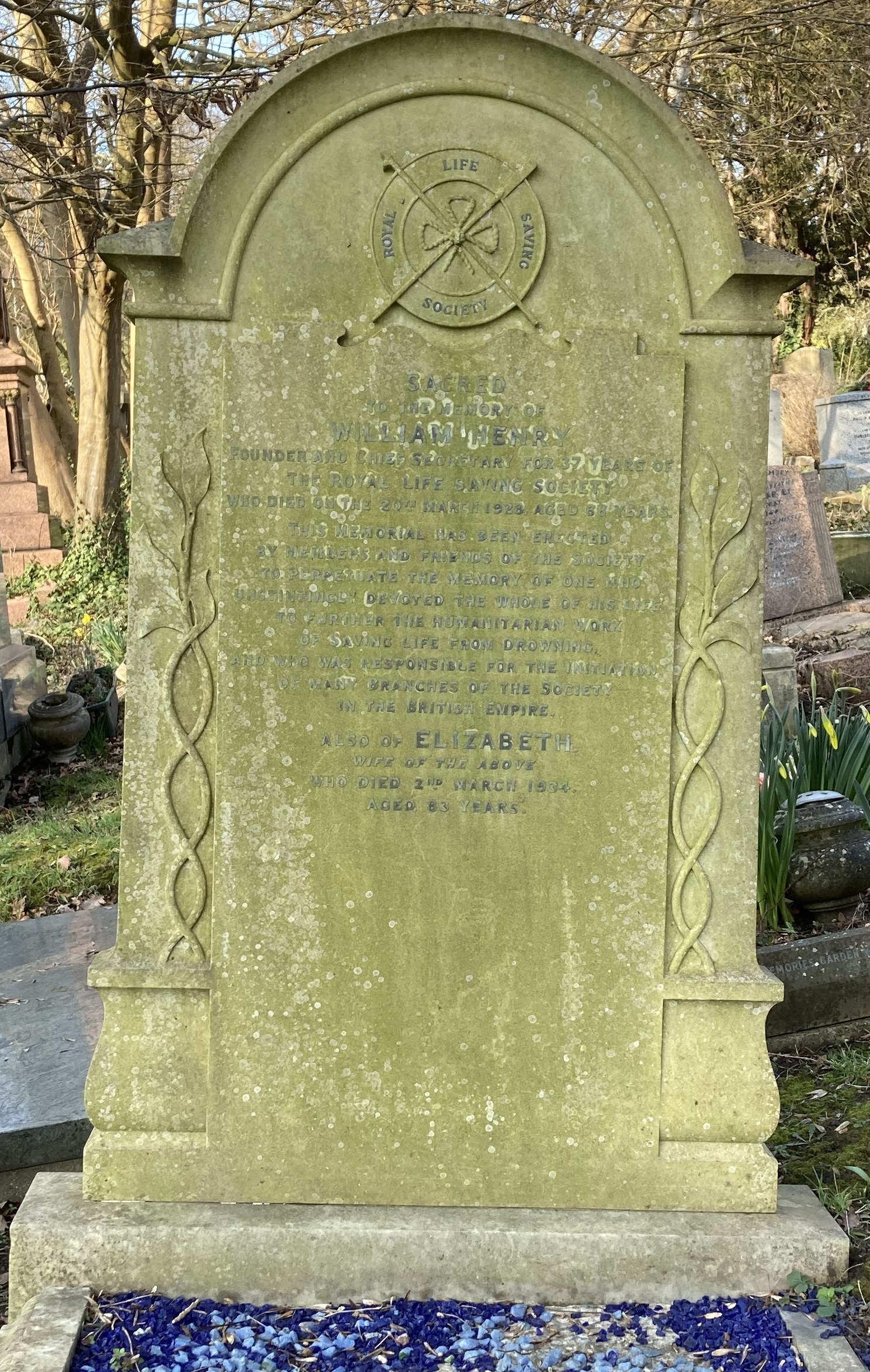
سنگ‌قبر ویلیام هنری در گورستان های‌گیت

ویلیام هنری (انگلیسی: William Henry; ۲۸ ژوئن ۱۸۵۹ – ۲۰ مارس ۱۹۲۸) بازیکن واترپلو و شناگر اهل بریتانیا بود.
وی در مسابقات بین‌المللی در مجموع برندهٔ ۱ مدال طلا و ۱ مدال برنز شده‌است.